# Karl W. Steininger
Karl W. Steininger (* 1. September 1965 in Wien) ist ein österreichischer Wirtschaftswissenschaftler und Professor an der Universität Graz.

## Werdegang
Steiniger studierte an der Universität Wien, erhielt 1988 seinen Magister, und ging mit einem Fulbright-Stipendium an die University of California, Berkeley. An der Universität Wien wurde 1994 mit einer Arbeit zu „Trade and Environment“ bei Erich W. Streissler in Volkswirtschaftslehre promoviert. Er war an der Technischen Universität Wien und in der Umweltabteilung der Weltbank tätig. 1990 wurde er Universitätsassistent, 1994 Assistenzprofessor und 1999 außerordentlicher Universitätsprofessor an der Universität Graz. Seit 2004 leitet er die Arbeitsgruppe „EconClim“ für Klimaökonomik und nachhaltige Transition am nach Alfred Wegener benannten Wegener Center für Klima und Globalen Wandel in Graz.
Steiniger forscht zu den wirtschaftlichen Auswirkungen des Klimawandels und den Möglichkeiten einer Dekarbonisierung der Wirtschaft. Dazu analysiert er Optionen der Raumplanung, der technischen Entwicklung in der Industrie und der Versorgung mit erneuerbare Energien. Dazu nutzt er Konzepte der Umwelt- und Ressourcenökonomie, Verkehrsökonomie, Raumökonomie, internationale Wirtschaft und öffentliche Finanzen.
Seit 2000 arbeitet er in Arbeitsgruppen der Österreichischen Akademie der Wissenschaften seit 2019 in der Kommission Klima und Luftqualität. Er ist Präsident der Nationalökonomischen Gesellschaft und Vorsitzender der Monitoring-Gruppe für das Übereinkommen von Paris bei der Forschungsgesellschaft Straße – Schiene – Verkehr, ehemaliger Vorstandsvorsitzender des Klimazentrums Österreich und ehemaliger Vorsitzender des Ausschusses für Umwelt- und Ressourcenökonomie des Vereins für Socialpolitik.

## Bücher
- Trade and Environment: The Regulatory Controversy and a Theoretical and Empirical Assessment of Unilateral Environmental Action. Physica, Heidelberg 1994, zugleich Dissertation. ISBN 3-7908-0814-8, doi:10.1007/978-3-642-49342-3.
- International Trade and Transport. Spatial Structure and Environmental Quality in a Global Economy. Edward Elgar, Cheltenham 2001, ISBN 978-1-84064-178-3.
- mit H. Weck-Hanemann (Hrsg.): Global Environmental Change in Alpine Regions: Recognition, Impact, Adaptation and Mitigation. Edward Elgar, Cheltenham 2002, ISBN 1-84376-183-1.
- mit A. Köppl (Hrsg.): Reform umweltkontraproduktiver Förderungen in Österreich. Energie und Verkehr. Leykam, Graz 2004, ISBN 978-3-7011-7489-8.
- mit C. Steinreiber, C. Ritz (Hrsg.): Extreme Wetterereignisse und ihre wirtschaftlichen Folgen. Springer, Heidelberg 2005, ISBN 978-3-540-23477-7, doi:10.1007/b138216.
- mit M. Cogoy (Hrsg.): The Economics of Global Environmental Change: International Cooperation for Sustainability. Edward Elgar, Cheltenham 2007, ISBN 978-1-84720-009-9.
- mit M. Koenig, B. Bednar-Friedl, L. Kranzl, W. Loibl, F. Prettenthaler (Hrsg.): Economic Evaluation of Climate Change Impacts. Development of a Cross-Sectoral framework and Results for Austria. Springer, 2015, ISBN 978-3-319-12456-8, doi:10.1007/978-3-319-12457-5.